# Ігор (персонаж)
Ігор — стандартний персонаж, іноді горбатий лаборант для багатьох типів готичних лиходіїв або диявольським персонажем, який допомагає лише собі, останнього найбільш яскраво зобразив Бела Лугоші в «Сині Франкенштейна» (1939) та «Привид Франкенштейна» (1942). Він знайомий з багатьох фільмів жахів і пародій на фільми жахів. Його традиційно асоціюють із божевільними вченими, зокрема з Віктором Франкенштайном, хоча у Франкенштайна немає ані лаборанта, ані жодної асоціації з персонажем на ім'я Ігор в оригінальному романі Мері Шеллі. У народній мові Ігор — це складений персонаж, заснований на персонажах, створених для кінофраншизи Universal Studios. У першому фільмі «Франкенштейн» (1931) роль асистента грав персонаж на ім'я Фріц; у продовженнях з'являється інший фізично деформований персонаж, Ігор, хоча Ігор не є асистентом у цих фільмах.

## Витоки
Горбатий лаборант Дуайта Фрая у першому фільмі із серії «Франкенштейн» (1931) є основним джерелом «Ігоря» суспільної уяви, хоча цього персонажа насправді звуть Фріц. Фріц походить не з роману «Франкенштайн», а з найдавнішої адаптації п'єси «Презумпція; або Доля Франкенштейна», де його зіграв Роберт Кілі.

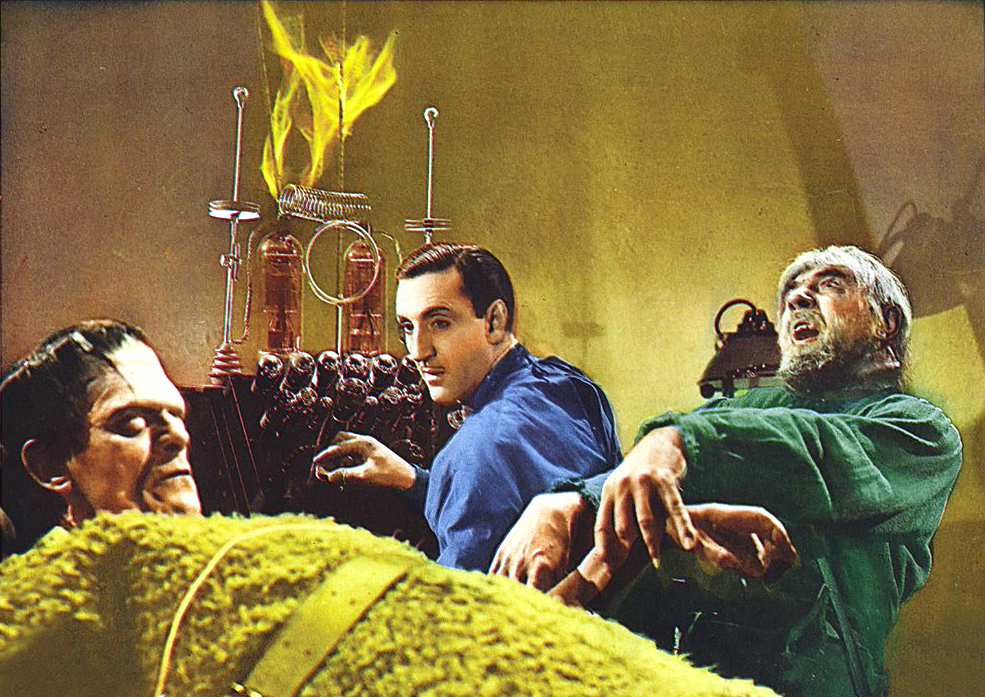
Борис Карлофф у ролі монстра, Безіл Ретбоун у ролі сина доктора Франкенштайна Вольфа Франкенштейна та Бела Лугоші у ролі Ігора у фільмі «Син Франкенштейна» (1939)

Другий і третій фільми-продовження «Син Франкенштейна» (1939) і «Привид Франкенштейна» (1942) містять персонажа на ім'я Ігор, якого зіграв Бела Лугоші. Цей персонаж не горбань і не лаборант, а коваль зі зламаною шиєю та вивернутою спиною в результаті невдалого повішення. Він реанімує Монстра як знаряддя помсти городянам, які повісили його за пограбування могил. Він виживає після вогнепального поранення і з'являється в наступному фільмі, в якому його мозок поміщається в тіло Монстра, але тіло робиться сліпим, оскільки кров Ігора несумісна з кров'ю Монстра, і його охоплює пожежа в замку.
Студія Universal активно закріплювала ідею горбатого помічника «божевільного вченого» в «Будинку Франкенштейна» (1944), де Дж. Керрол Нейш грав горбатого лаборанта на ім'я Деніел. Він схожий на Квазімодо тим, що закохується в ромську танцівницю, але вона втрачає до нього інтерес, коли зустрічає Лоуренса Телбота.
У фільмі жахів «Таємниця Музею воскових фігур» (1933) божевільного куратора музею воскових фігур звуть Іван Ігор. Фільм був перезнятий на «Будинок воскових фігур» (1953), але ім'я Ігор було дано поплічникові куратора (Чарльз Бронсон), а не самому куратору. Цей персонаж скоріше глухонімий, ніж горбань.
У комедійному фільмі «Молодий Франкенштейн» з'являється персонаж Ігор (роль якого зіграв Марті Фельдман), божевільний горбань, який стає помічником доктора Фредеріка Франкенштейна (роль якого виконує Джин Вайлдер), їхні дідусі випадково працювали разом. Дует починає працювати над створенням монстра з трупа повішеного злочинця. Ігор отримує завдання вкрасти мозок Ганса Дельбрюка, однак він кидає його та знаходить інший, позначений як ненормальний (який він помилково читає як «Еббі Нормальна»), і забирає його, в результаті чого монстр (зображений Пітером Бойлом) стає непередбачуваним і розгулює поблизу села.
Ще один Ігор з'являється у фільмі «Ван Хелсінг» (2004), якого зображує Кевін Дж. О'Коннор, який тепер стає вірним графу Дракулі та зраджує доктора Франкенштайна.
У мультфільмі «Ігор» представлено цілий ряд Ігорів, які є слугами багатьох божевільних вчених у вигаданому королівстві Малярія, де вони допомагають своїм господарям створювати злі винаходи, щоб вони могли шантажувати світ, виплачуючи країні мільярди, інакше вони розпустять своїх чудовиськ по всьому світу. Один Ігор (озвучує Джон К'юсак) — помічник доктора Глікенштайна (озвучує Джон Кліз), який мріє сам стати божевільним вченим, створивши монстра за допомогою своїх творінь Скампер і Брейн (озвучують Стів Бушемі та Шон Гейс). Однак монстр, якого тепер звуть Єва (озвучує Моллі Шеннон), розвиває милу ніжну особистість і хоче стати актрисою.
У фільмі «Віктор Франкенштейн» представлена його версія Ігоря (роль якого зіграв Деніел Редкліфф), аномалія якого спричинена кістою на спині, яку Віктор Франкенштейн дренує.

## В медіа

### Музика
- У пісні-новинці 1960-х років «Monster Mash» Боббі "Бориса" Пікетта і Crypt-Kickers згадується Ігор: «Сцена була приголомшливою, всі копалися в звуках / Ігор на ланцюгах, що підтримується гавкаючими собаками».
- Альбом Еліса Купера «Love it to Death» включає пісню Ballad of Dwight Frye, в основі якої лежить персонаж Фріца.
- П'ятий альбом, випущений хіп-хоп-виконавцем Tyler, the Creator під назвою Igor, звертається до типового персонажа Ігоря

### Кіно та телебачення
- У короткометражці «Три бовдури» «Птах у голові» (1946), у божевільного вченого є горила на ім'я Ігор, а також помічник на ім'я Ніко, який регулярно використовує фразу «так, майстре».
- Інша версія Ігоря на ім'я «Карл» з'являється в класичному фільмі жахів студії Hammer «Помста Франкенштейна» (1958), зображений Оскаром Квітаком як горбатий і монстр Майкл Гвінн. Ця версія-горбатий помічник Віктора Франкенштайна, який рятує його від смертного вироку і допомагає йому в його новому творінні. Зрештою Карл помирає і стає фільмовою версією Потвори Франкенштейна.[3]
- У дитячому шоу PBS 1970-х «Скісна риска» був показаний розпатланий лаборант на ім'я Ігор (зображений Джимом Бойдом, а пізніше Луїсом Авалосом), який служив персонажу, відомому просто як «Божевільний науковець» (зображувати Морган Фрімен).
- У канадському ескізному шоу «Веселий дім Фрайтенштайна» (1971) ігор (зображений Фіською Раїсом) — огрядний, незграбний, зеленошкірий помічник графа Фрайтенштейна. Його коронні фрази: «так, Майстре» і «я волів би не втручатися».
- Ігор фігурує в «Божевільних божевільних божевільних Монстрах» (свого роду «приквел» до вечірки божевільних монстрів?) озвучений Алленом Свіфтом, що видає себе за Петера Лорре. Він помічник барона Генрі фон Франкенштайна і жадає нареченої, яку Франкенштейн створює для Монстра.
- У пародії Мела Брукса «Молодий Франкенштейн» (1974) був горбатий помічник, зображений Марті Фельдманом, який стверджував, що його ім'я вимовляється як «око-гор» (у відповідь на твердження Франкенштайна, що його ім'я вимовляється як «Фронкунштин»).
- В Шоу жахів Роккі Хоррора (1975) персонаж Ріфф Рафф (зображений Річардом О'брайеном) — горбатий слуга Доктора Френка Н. Фертера (зображений Тім Каррі). Він служить лаборантом у спробах доктора створити життя. У «Шоу жахів Роккі Хоррора: давайте знову зробимо викривлення часу» Ріффа Раффа зображує Рів Карні.
- В «Доктор Хто» сюжет «Мозок Морбіуса» (1976), сильно стилізований під фільм «Франкенштейн» 1931 року, включав фігуру Ігоря в Кондо, незграбного деформованого слугу доктора Солона, який збирає частини тіла з розбитих космічних кораблів, щоб його господар міг побудувати нове тіло для безтілесного мозку титульного лиходія Морбіуса, відступника Повелителя часу.
- У канадському комедійному серіалі SCTV 1970-х років у їх сегментах «охолоджуючий ТЕАТР жахів монстрів», організованому графом Флойдом, у божевільного вченого Доктора мови (зображеного Джон Кенді) був рабський, горбатий і деформований помічник на ім'я Бруно (зображений Євген Леві як актор Бруно Вуді Тобіас-молодший), який грав у цьому образі в кожному з фільмів доктора Язика.
- У графа Дракули був дворецький на ім'я ігор у святковому телефільмі ABC «Гелловін, якого майже не було» (він же ніч, коли Дракула врятував світ, 1979). В епізоді «Трансформерів» "Автобот Спайк" був показаний фільм про Франкенштейна, в якому брав участь неназваний горбатий помічник (озвучений Майклом Беллом).
- Ігор з'являється в «Повернення помідорів-вбивць», «помідори-вбивці завдають удару у відповідь» і «Помідори-вбивці їдять Францію» у виконанні Стіва Лундквіста. Він зображений як високий, білявий, симпатичний Яппі асистент професора Мортімера Гангріна (зображено Джон Астін). Персонаж також з'явився в мультсеріалі, озвученому Кем Кларк.
- Ігор-головний герой дитячого телешоу «Тунсильванія», спродюсованого Стівеном Спілбергом у 1998 році.
- В мультсеріалі «Граф Дакула» показаний вірний старий слуга сім'ї титульного персонажа на ім'я ігор (озвучив Джек Мей), який зображений як антропоморфний гриф (звідси згорблена спина). Ігор-традиціоналіст і часто планує перевести свого господаря-вегетаріанця на дієту з крові, як це було в попередніх втіленнях Дракули.
- В епізоді супершоу Супербратів Маріо «Граф Купула», найвірніший прихильник Боузера Мишолов, був зображений горбатим і називав себе «Мусігором» на знак поваги до оригінального Ігоря.
- У мультфільмі «Жах перед Різдвом» (1993) у божевільного вченого, що проживає в місті Хеллоуїн, доктора Фінкелштейна є горбатий помічник на ім'я Ігор, який поводиться як собака і працює на «кісткове печиво». Він допомагає доктору Фінкельштейну створити скелет північного оленя для Джека Скеллінгтона в його сюжеті про імпровізацію Різдва.[4] Персонажа озвучує незареєстрований Джо Ранфт у фільмі та Роб Полсен у грі «Кошмар перед Різдвом: Помста Угі».
- У фільмі «Ван Хельсінг» (2004) фігурував деформований персонаж на ім'я Ігор, якого зобразив Кевін Дж. О'коннор. У фільмі він колишній помічник Віктора Франкенштейна і нинішній помічник графа Дракули.
- Ігор з'являється в мультсеріалі «Портал Доктора Франкенштейна», що представляє собою сучасне оновлення міфів про Франкенштайна, озвучене Тайгером Стаматопулосом.
- У повнометражному мультфільмі «Ігор» (2008) головний герой фільму (озвучений Джоном К'юсаком)- колишній асистент нині покійного божевільного вченого Доктора Глікенштейна (озвученого Джон Кліз). Він бере на себе дослідження свого владики і мріє стати найвідомішим вченим у світі.
- Деніел Редкліфф грає Ігоря у фільмі Пола Макгігана «Віктор Франкенштейн» (2015).
- Ігор з'являється в анімаційному серіалі 2012 року в Черепашках Ніндзя, в епізоді п'ятого сезону «експеримент Франкенштейна», озвученому Грантом Монінгером. Він виступає в ролі лаборанта Віктора фон Франкенштейна.

### Відеоігри
- Ігор — місцевий охоронець могил і лаборант доктора Краніума. У нього алергія на авокадо.
- У серії відеоігор Persona Ігор — персонаж, що повторюється, який допомагає головним героям, допомагаючи їм створювати нових Персон. Його актор озвучування змінювався упродовж усієї серії. У Persona 3 і 4 його озвучив Ден Воррен. У Persona 5 фальшивого Ігоря озвучує Девід Лодж, а справжнього Ігоря - Кірк Торнтон.
- У відеогрі 1986 Castlevania Ігор і Монстр Франкенштейна є босами в четвертій групі рівнів.
- У другому епізоді відеоігри 2015 року Life Is Strange головний герой Макс Колфілд звертається до персонажа, кажучи: «Принеси мені мозок, Ігоре!» під час перевірки мензурок на прилавку у науковій лабораторії.
- У відеогрі 2019 року Death Stranding єдиний названий член команди з утилізації трупів Ігор. Брата Ігоря звуть Віктор Франк.